# Dynamo-2 Kijów
Dynamo-2 Kijów (ukr. Футбольний клуб «Динамо-2» Київ, Futbolnyj Kłub „Dynamo-2” Kyjiw) – ukraiński klub piłkarski z siedzibą w Kijowie.
Jest drugim zespołem klubu Dynamo Kijów. Założony w roku 1946. Rozwiązany w czerwcu 2016 r. po zakończeniu sezonu 2015/16.
Klub nie może występować w rozgrywkach Pucharu Ukrainy. Do 2016 występował w rozgrywkach ukraińskiej Pierwszej Lihi.

## Historia
Chronologia nazw:
- 1946: Dynamo-2 Kijów (ukr. «Динамо-2» Київ)
- 1966–1991: Dynamo-D Kijów (ukr. «Динамо-Д» Київ)
- 1992–...: Dynamo-2 Kijów (ukr. «Динамо-2» Київ)

Zespół piłkarski Dynamo-2 został założony w kijowie w roku 1946. 11 kwietnia 1965 roku dnia w Iwano-Frankiwsku drużyna debiutowała w rozgrywkach klasy B Mistrzostw ZSRR. W czasach ZSRR drugi zespół klubu Dynamo Kijów występował w rozgrywkach ligi dublerów.
Po rozpadzie Związku Radzieckiego, Dynamo-2 Kijów występuje od 1992 roku w rozgrywkach ukraińskiej Pierwszej Lihi.
Po zakończeniu sezonu 2015/16 druga drużyna klubu została rozwiązana.

## Sukcesy
Ukraina
- 1. miejsce w Pierwszej Lidze (3x):

1998/99, 1999/00, 2000/01

## Inne
- Dynamo Kijów